# Diependaalsedijk
De Diependaalsedijk is een straat in het Nederlandse dorp Maarssen.
De straat loopt merendeels op circa 200 meter afstand vrijwel evenwijdig aan de meanderende rivier de Vecht. Op de rivieroever loopt het Zandpad (voormalig jaagpad) en in het noorden gaat deze straat erin over. Naast de buitenplaats Goudestein met Silversteyn liggen of lagen bij de Diependaalsedijk de buitenplaatsen Diependaal, Doornburgh, Vechtoever, Elsenburg, Endelhoven, Mariënhof en het kleine buiten Annenhof.
In oostelijke doorgaande richting loopt de Nassaustraat. Zijstraten op de Diependaalsedijk zijn onder meer de Pieter de Hooghstraat, Jodenkerksteeg, Achter Raadhoven, Albert Cuypstraat, Dr. Ariënslaan, Timmermanslaan, Klokjeslaan, Kortelaan, Endelhovenlaan, Driehoekslaan, Donkerelaan en als laatste de Suydenhoflaan.

## Geschiedenis
Aan de Diependaalsedijk hoek Achter Raadhoven heeft ooit een Hoogduitse joodse gemeenschap gezeten, die zich daar rond 1759 had gevestigd. In 1923 voegde de joodse gemeenschap zich bij de Utrechtse die aan de Springweg zat. Vier jaar later werd de synagoge aan de Diependaalsedijk afgebroken. Het enige wat hiervan is over gebleven zijn de Arke (deze bevat de Thorarollen) die zich in de voormalige synagoge aan de Springweg te Utrecht bevindt, plus een interieurtekening getekend door Grolman. Deze tekening is in bezit van Gemeentehuis te Bolsward. Op de plek waar de synagoge heeft gestaan kwam een woonhuis te staan en vond men tijdens het uitgraven in 2002 een mikwe. Het enige wat nog aan de synagoge op deze plek herinnerd is het toegangsweggetje (de Jodenkerksteeg) dat ooit naar de synagoge toe leidde.

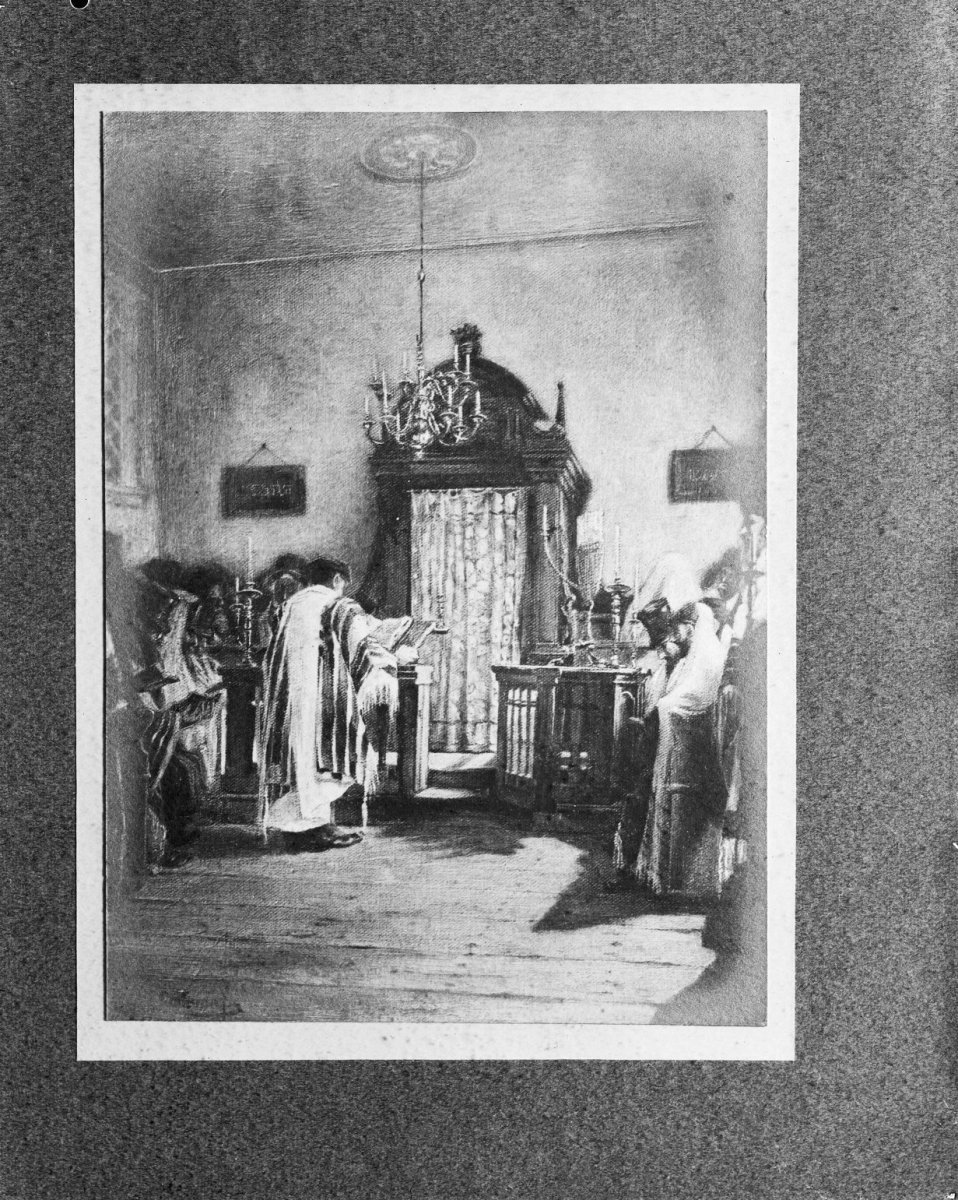
Interieurtekening van de voormalige synagoge te Maarssen

## Fotogalerij

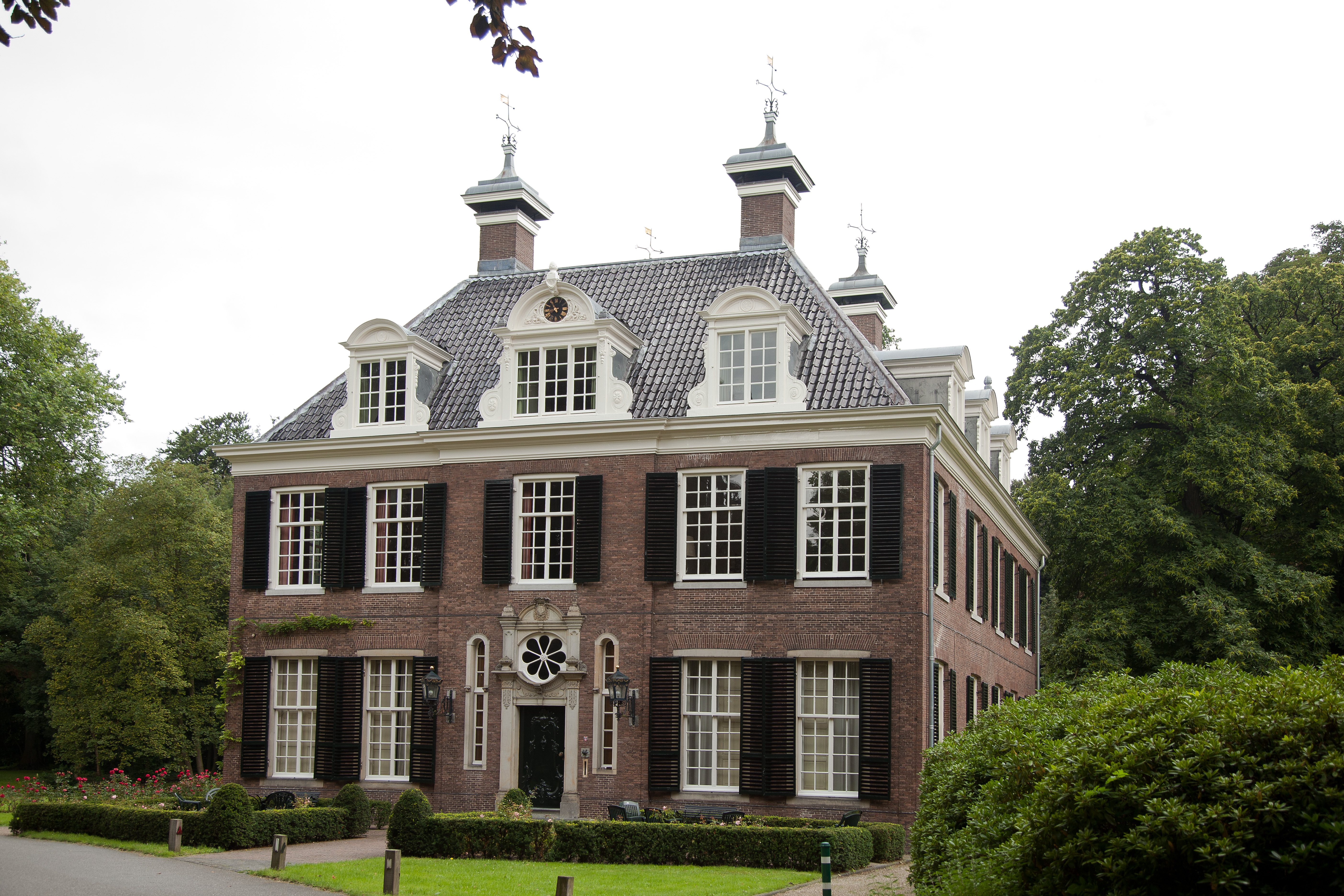
Buitenplaats Doornburgh aan de Diependaalsedijk 15-17
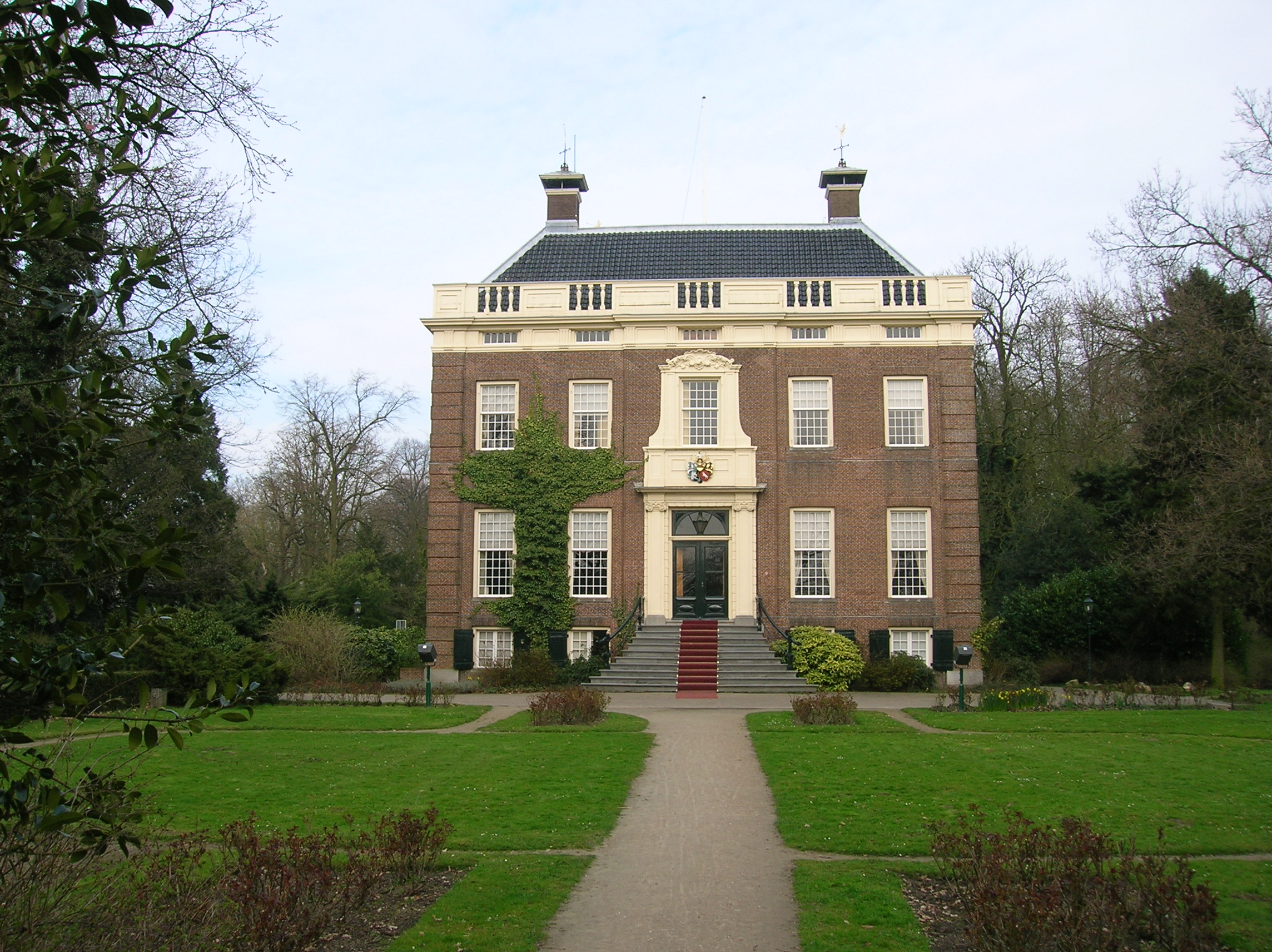
Buitenplaats Goudestein aan de Diependaalsedijk 19
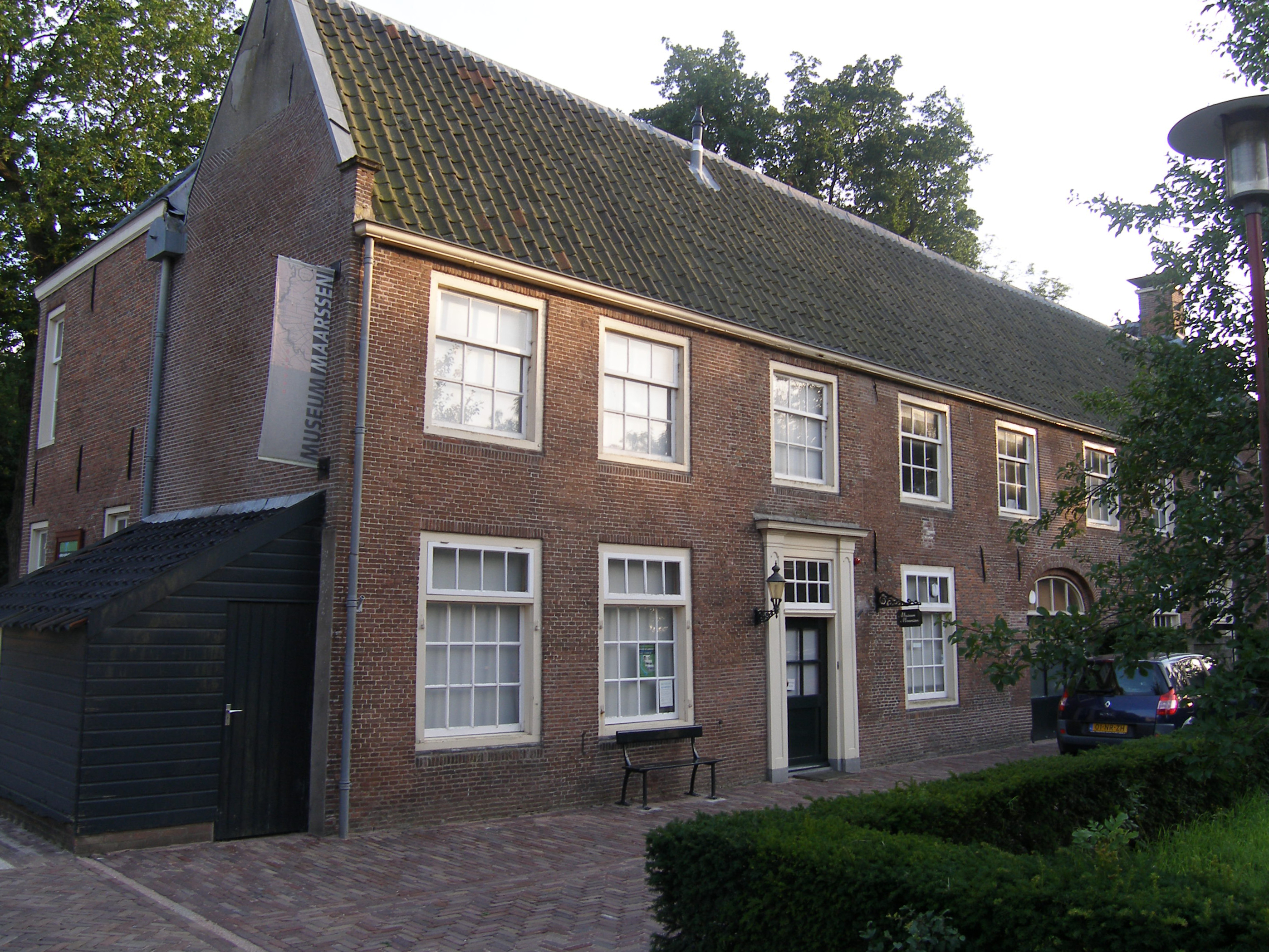
Oorspronkelijk Silversteyn, vanaf 1744 koetshuis behorende bij Goudestein, huisvest onder andere het Nederlands Drogisterij Museum
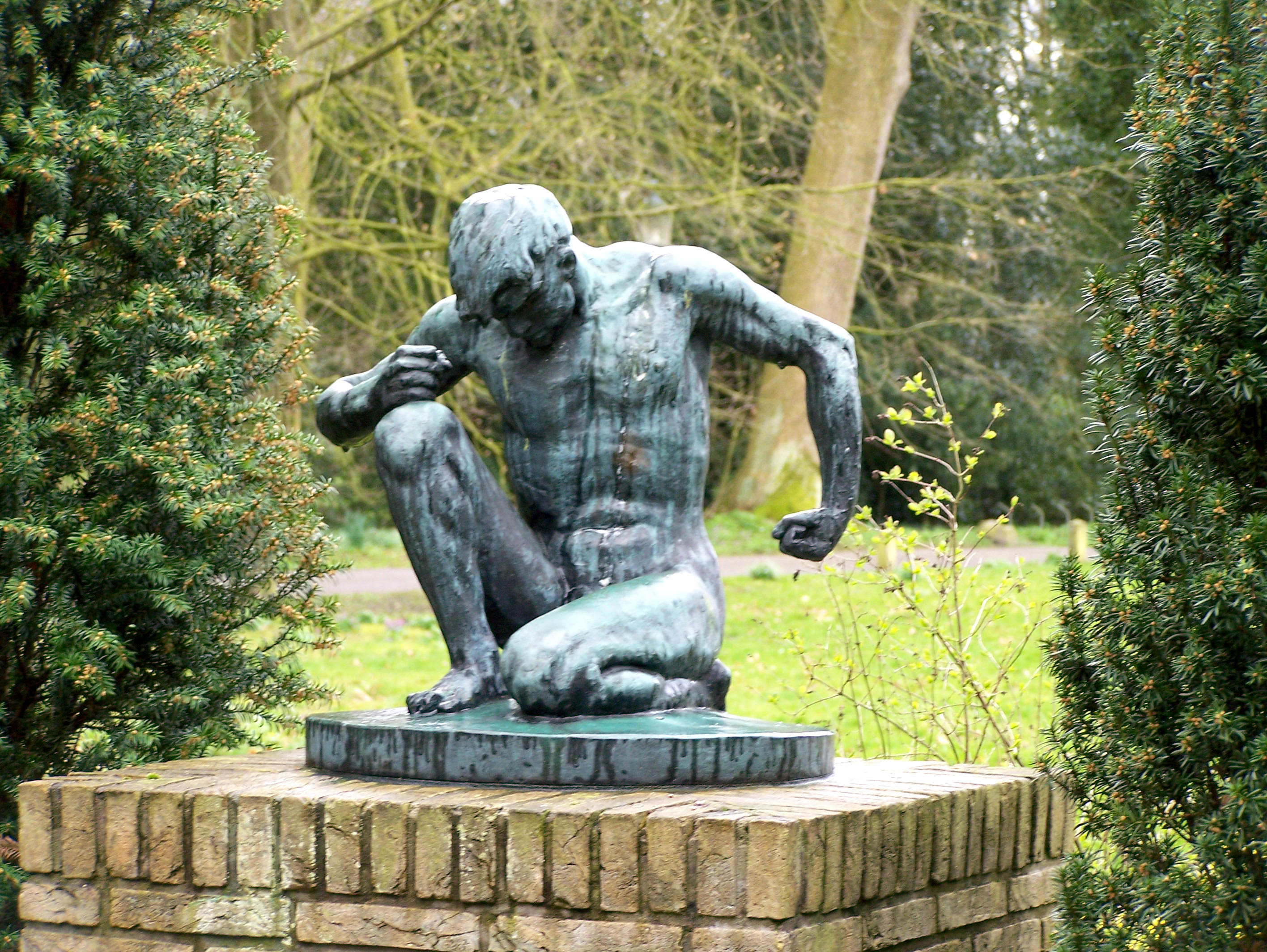
Verzetsmonument Marian Gobius bij Goudestein
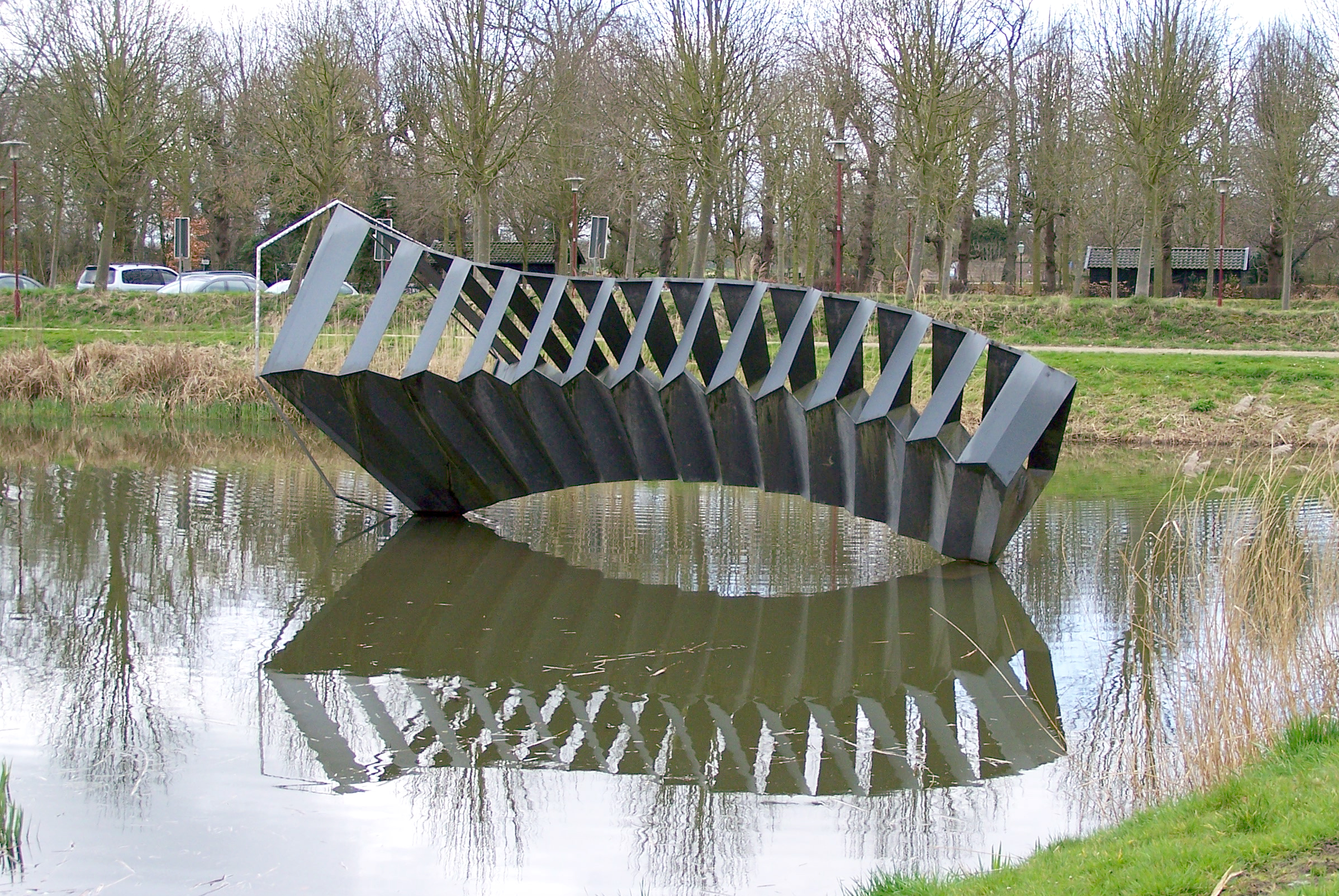
Kunstwerk van Jan van IJzendoorn uit 1992 bij Goudestein
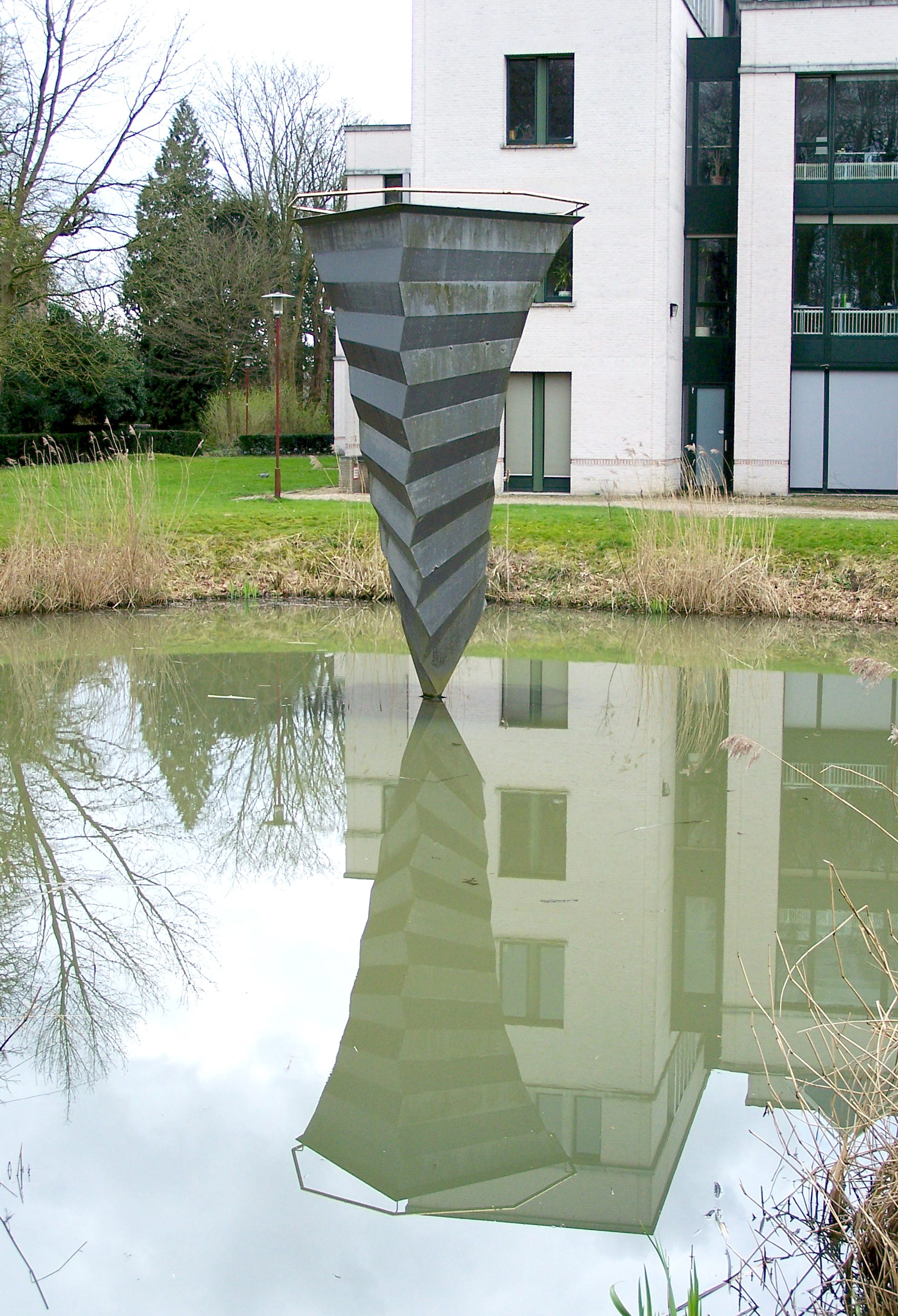
Kunstwerk van Jan van IJzendoorn uit 1992 bij Goudestein
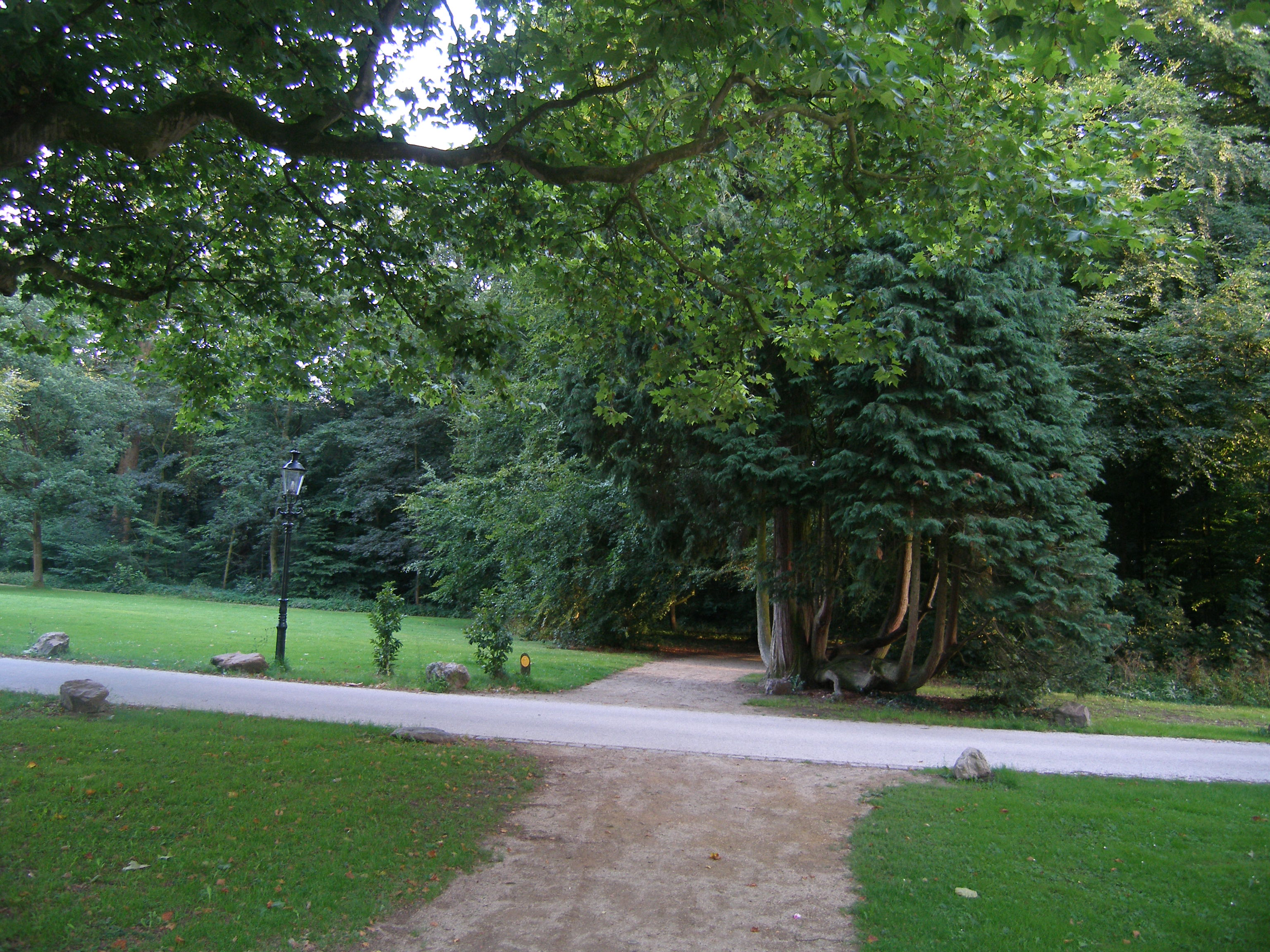
Historische tuin van Goudestein
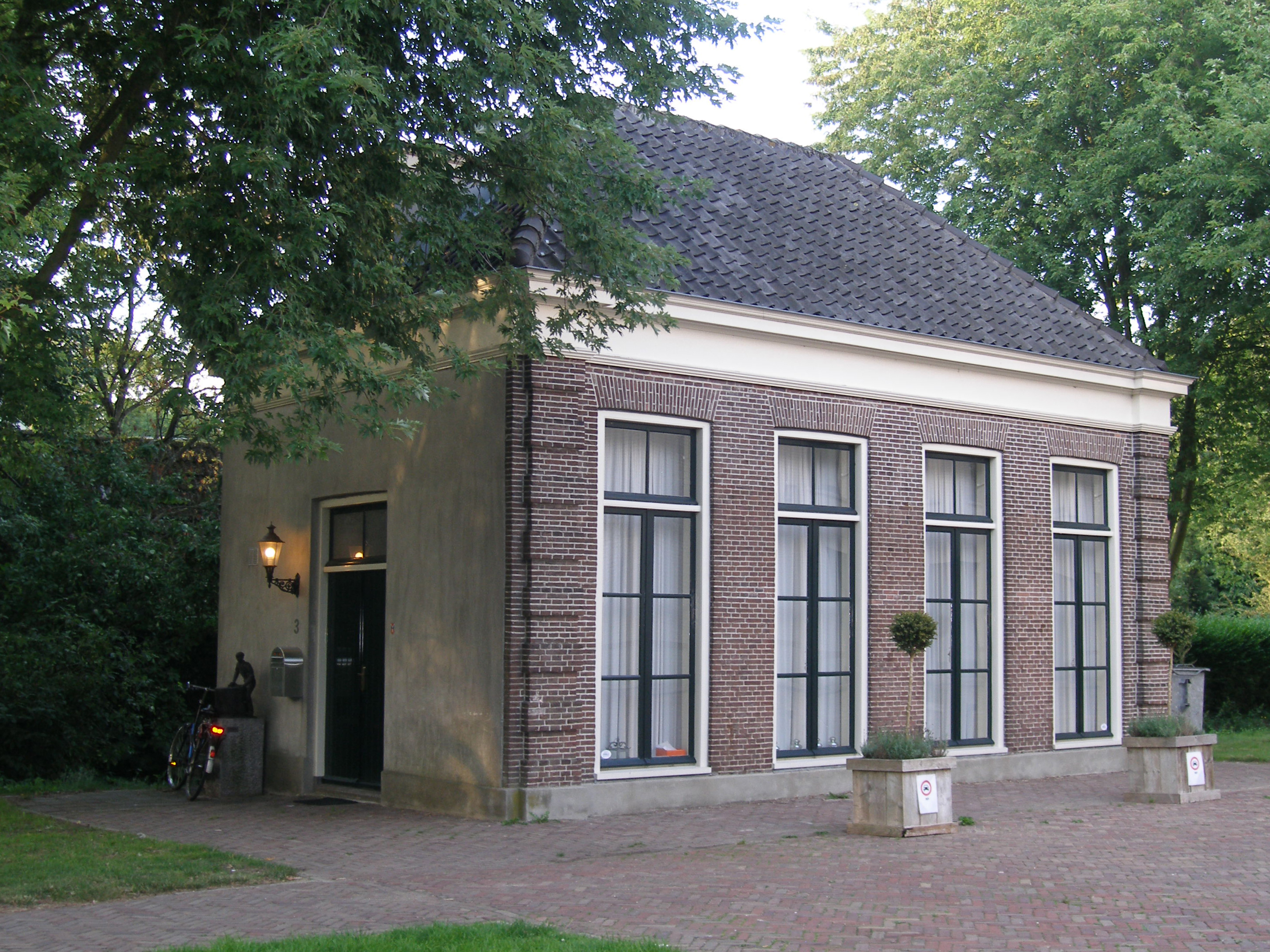
Oranjerie Goudestein
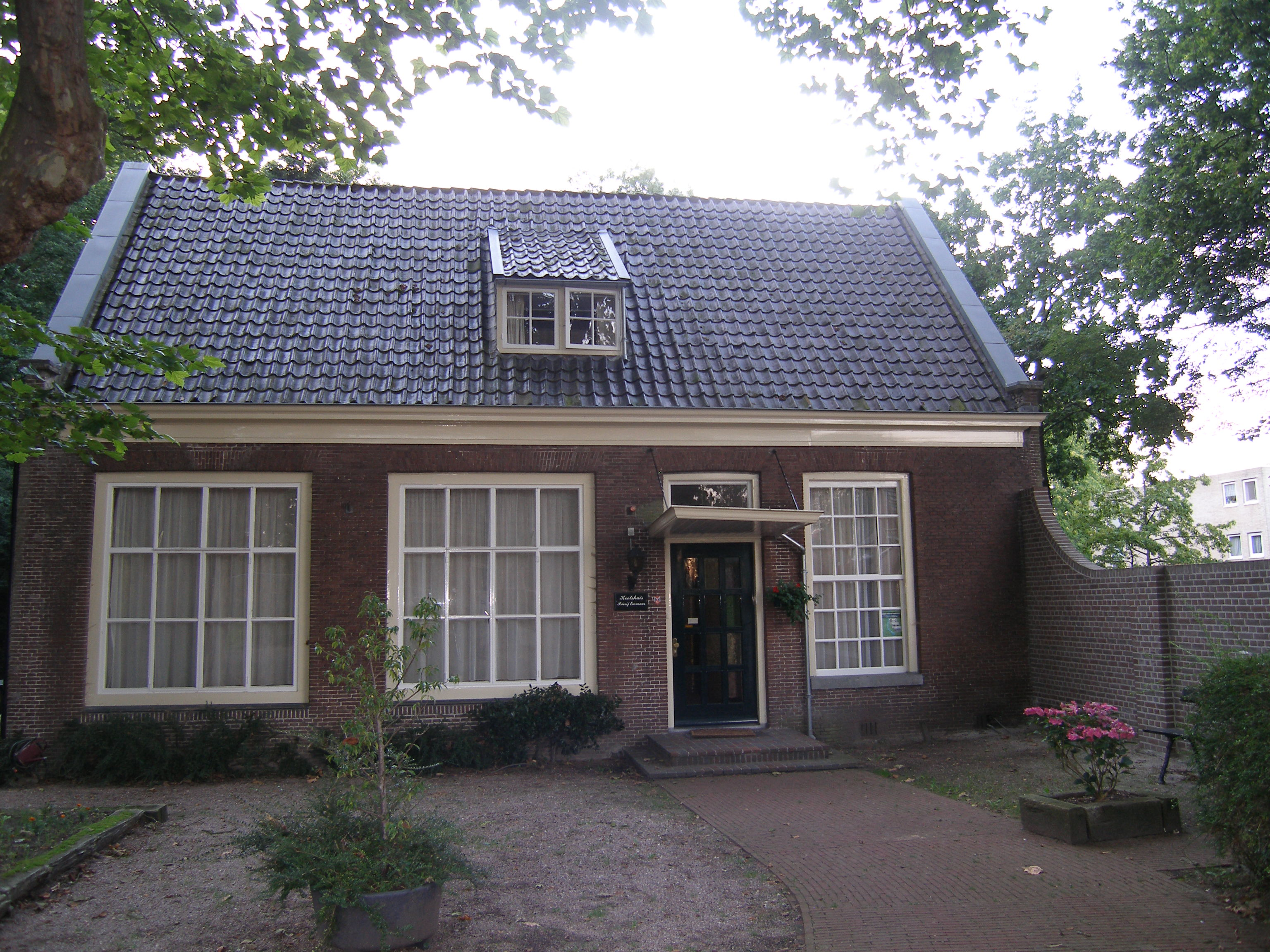
Diependaalsedijk 15

Binnenweg ·
Bolensteinsestraat ·
Bolensteinseweg ·
Breedstraat ·
Diependaalsedijk ·
Herengracht ·
Kaatsbaan ·
Kerkweg ·
Langegracht ·
Nassaustraat ·
Parkweg ·
Raadhuisstraat ·
Schippersgracht ·
Wilhelminaweg · 
Zandpad